# Malesherbia corallina
Malesherbia corallina är en passionsblomsväxtart som beskrevs av Muñoz-Schick och R.Pinto. Malesherbia corallina ingår i släktet Malesherbia och familjen passionsblomsväxter. Inga underarter finns listade i Catalogue of Life.